# فيسينتي مورينو
فيسينتي مورينو (بالإسبانية: Vicente Moreno Peris)‏ (مواليد 28 أكتوبر 1974 في ماساناسا - إسبانيا) هو مدرب كرة قدم اسباني محترف ولاعب سابق وهو المدير الفني سابقا لنادي الشباب في الدوري السعودي للمحترفين 

## روابط خارجية
- فيسينتي مورينو على موقع قاعدة بيانات كرة القدم.إي يو (الإنجليزية)
- فيسينتي مورينو على موقع Soccerway.com (الإنجليزية)
- فيسينتي مورينو على موقع كووورة